# 原田有造
原田 有造（はらだ ゆうぞう）は、日本の大蔵・財務官僚、外交官。2010年（平成22年）8月20日から2013年（平成25年）8月30日までカザフスタン駐箚特命全権大使。

## 人物・経歴
山口県出身。1972年（昭和47年）東京大学法学部第2類（公法コース）卒業。当時の『サンデー毎日』には「自称首席」として紹介されていた。東大法学部第2類（公法コース）卒業後は大蔵省に入省。大臣官房文書課。1974年（昭和49年）5月 大臣官房付（プリンストン大学留学）。1976年（昭和51年）7月 銀行局総務課企画係長。1977年（昭和52年）7月 足利税務署長。その後は理財局特別財産課課長補佐、大臣官房付（ハーバード大学国際問題研究所研究員）、日本輸出入銀行海外投資研究所(アメリカンエンタープライズ研究所研究員)、主計局主計官補佐（総理府第一係主査）、国際金融局国際機構課課長補佐（総括・企画）、大臣官房企画官兼国際金融局総務課、派遣職員（国際通貨基金（IMF）調査局審議役）、国際金融局調査課長、理財局資金第二課長、国際金融局金融業務課長、海外経済協力基金総務部長、財務省国際局担当審議官、国際復興開発銀行理事、2004年（平成16年）7月、大和総研常務理事を経て、2010年（平成22年）8月20日からカザフスタン駐箚特命全権大使。2013年10月15日依願免官、11月1日 日本興亜損害保険株式会社顧問。2020年、瑞宝中綬章受章。

## 親族
妻は樋口廣太郎元アサヒビール社長の長女。

## 同期
- 津田広喜（財務事務次官）
- 木村幸俊（国税庁長官）
- 渡辺博史（国際協力銀行総裁、財務官）
- 五味廣文（金融庁長官）
- 藤本進（大臣官房審議官、豊田章一郎の娘婿）
- 滝本豊水（弁護士）
- 中村修三（世界銀行東京事務所長）
- 豊田潤多郎（衆議院議員）